# Acrolophus zeella
Acrolophus zeella är en fjärilsart som beskrevs av Hasbrouck 1964. Acrolophus zeella ingår i släktet Acrolophus och familjen Acrolophidae. Inga underarter finns listade i Catalogue of Life.